# Schuppensturmtaucher
Der Schuppensturmtaucher (Puffinus lherminieri) ist ein tropischer Seevogel aus der Familie der Sturmvögel (Procellariidae). Die Art wurde erstmals im Jahr 1839 durch den französischen Arzt und Naturforscher René Primevère Lesson beschrieben und wird gelegentlich auch als Audubonsturmtaucher (nach dem amerikanischen Ornithologen John James Audubon) bezeichnet. Das Artepitheton lherminieri ehrt den französischen Arzt und Naturforscher Félix Louis L’Herminier.

## Beschreibung
Der Schuppensturmtaucher ist ein kleiner bis mittelgroßer, gedrungener Meeresvogel mit einer durchschnittlichen Länge von etwa 30 cm und einem Gewicht von etwa 170 g. Größe und Gewicht können zwischen einzelnen Populationen variieren, überschreiten jedoch selten Werte von 33 cm Länge und 230 g Gewicht. Die Flügelspannweite beträgt im Schnitt 70 cm. Das Gefieder zeigt an der Oberseite sowie an der Unterseite des Schwanzes und der Flugfedern eine dunkelbraune bis schwärzliche Färbung. Der Rest der Unterseite sowie die Kehle und die Wangen sind weiß gefärbt. Verwechslungen mit dem ähnlich gefärbten Atlantiksturmtaucher sind möglich, dieser besitzt jedoch eine weiße Schwanzunterseite, anhand derer die Arten unterschieden werden können. Juvenile Exemplare zeigen am ganzen Körper eine gräuliche Färbung der Daunen.

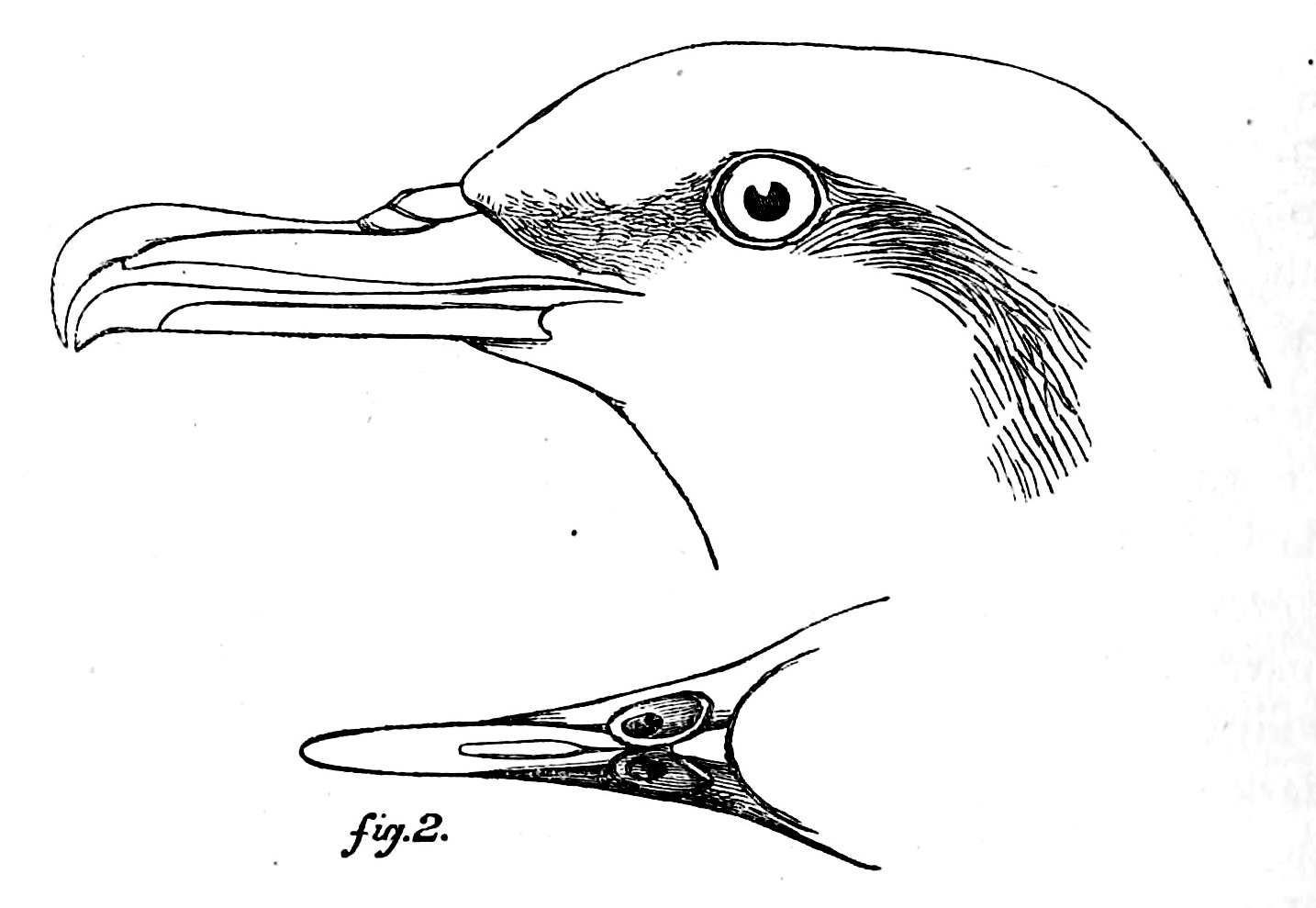
Detailzeichnung des Kopfes (August von Pelzeln, 1873)

Die Tiere haben einen stromlinienförmigen Körper, der deutlich besser an das Gleiten auf thermischen Winden als an eine terrestrische Lebensweise angepasst ist. Die Beine sitzen recht weit hinten am Körper, was an Land zu einer ungelenk wirkenden, eher auf der Brust robbenden Fortbewegung führt. Der Schnabel ist dünn und länglich und zeigt eine leichte Hakenform, die das Greifen und Festhalten schlüpfriger Beute erleichtert.

## Ernährung und Lebensweise
Der Schuppensturmtaucher ist hochgradig an ein Leben auf dem offenen Wasser angepasst und wird außerhalb der Brutzeit nur selten an Land angetroffen, selbst Überflüge sind während des Tages und in Nächten mit starkem Mondschein selten. Die Art hält sich häufig zur Nahrungsaufnahme am Rand von Meeresströmungen oder über Unterwassererhebungen auf; die Nahrung wird dabei während des Fluges oder auf dem Wasser schwimmend aufgenommen. Häufig bilden Schuppensturmtaucher hierbei gemeinsam mit anderen Arten große Schwärme. Die Ernährungsweise variiert zum Teil stark zwischen einzelnen Populationen und Unterarten. Untersuchungen zeigen die häufige Aufnahme von kleinen Fischen (gefunden in den Mägen von 94,1 % der untersuchten Tiere), Tintenfischen (65,5 %) und Krebstieren (6,3 %). Vor der Küste des US-Bundesstaates North Carolina existiert eine Population, die sich auf den Verzehr mariner Lebewesen, die stark mit Braunalgen der Gattung Sargassum assoziiert sind, spezialisiert hat. Bei der Jagd tauchen die Vögel mit dem ganzen Körper in das Wasser ein, die Tauchtiefe variiert hier zwischen einigen Zentimetern bis hin zu wenigen Metern.

## Fortpflanzung

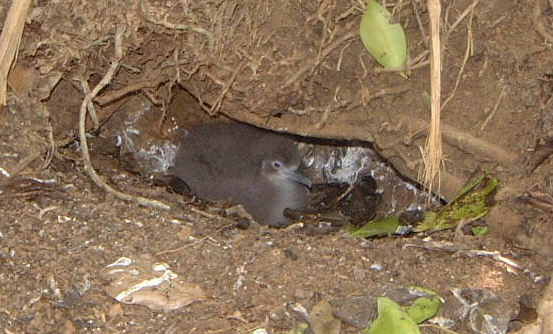
Jungtier im Nest in einer Erdhöhle auf Little Tobago

Der Schuppensturmtaucher nistet in kleinen Kolonien auf verschiedenen Inseln in der Karibik, wo die Tiere bis zu drei Monate vor der Eiablage eintreffen. Die einzelnen Brutpaare bleiben häufig über einen längeren Zeitraum zusammen und zeigen ein ausgeprägtes Paarungsverhalten, bei dem die Vögel ihre Schnäbel aneinander reiben und laute Rufe ausstoßen, die besonders in der Nacht auch noch aus großer Entfernung zu hören sind. Die Nester werden in der Regel in engen Felsspalten an steilen Klippen errichtet, der Nestbau wurde jedoch auch schon in kleinen Höhlen am Boden oder unter dichter Vegetation beobachtet. Das Nest selbst ist einfach gebaut und oft nicht mehr als eine kleine Vertiefung im Boden.
Pro Saison legen die Weibchen ein einzelnes weißes Ei. Es wird von beiden Elternteilen abwechselnd bebrütet, bis nach etwa 51 Tagen das Junge schlüpft. Die Brutpflege und Fütterung des Nachwuchses erfolgt anschließend ebenfalls durch beide Geschlechter und findet meist in der Nacht statt. Dies dauert etwa 70 Tage, weitere drei bis fünf Tage später verlassen die juvenilen Tiere das Nest endgültig. Hierzu erklettern sie während der Nacht den höchsten Punkt in der Nähe und starten von dort aus ihren ersten Flug aufs offene Meer. Erfolgreiche Brutpaare können anschließend innerhalb von etwa neun bis zehn Monaten erneut ein Jungtier großziehen. Der Nachwuchs der recht langlebigen Art benötigt etwa acht Jahre, um selbst die Geschlechtsreife zu erlangen.

## Verbreitung
Das Verbreitungsgebiet des Schuppensturmtauchers erstreckt sich im tropischen und subtropischen Westatlantik, die Brutgebiete liegen auf einer Reihe von Inseln in der Karibik. Frühere Brutkolonien auf Bermuda und Ascension sind mittlerweile erloschen. Im Vergleich zu einigen anderen Sturmtauchern wandert die Art eher wenig umher, dennoch gibt es regelmäßige Berichte über Sichtungen entlang der amerikanischen Ostküste bis hinauf nach North Carolina, seltener auch vor New England. Im Inland sind Sichtungen noch seltener, allerdings nicht unbekannt. Akzeptierte Nachweise gelangen in der Vergangenheit unter anderem in Kentucky oder Ontario.

## Systematik

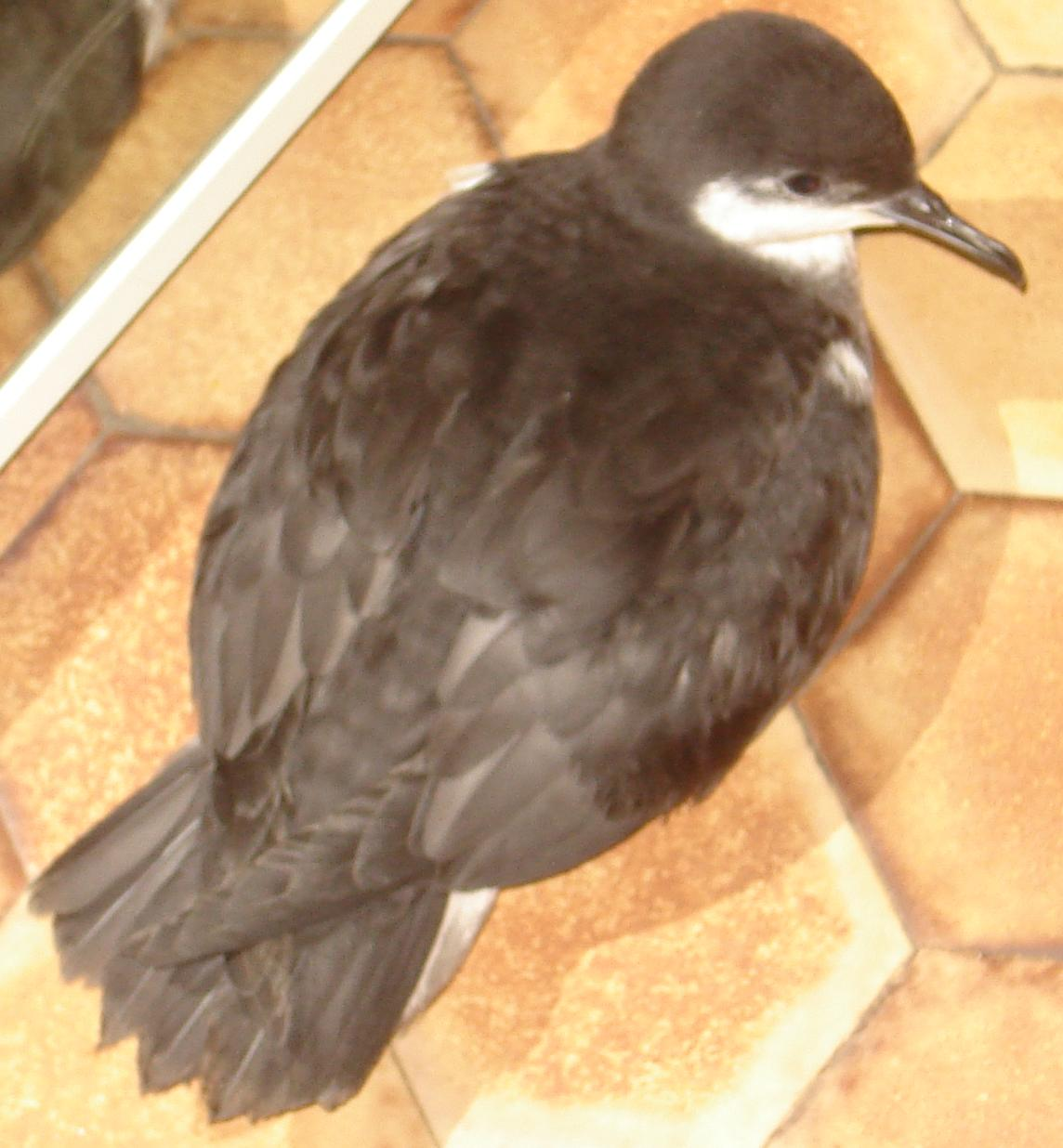
Der sehr ähnliche Tropensturmtaucher (P. bailloni) galt lange als Unterart des Schuppensturmtauchers

Die Taxonomie der Sturmvögel gilt in der Fachwelt als äußerst komplex und umstritten. Ursprünglich wurden unter der Art Puffinus lherminieri zahlreiche Unterarten mit einem pantropischen Verbreitungsgebiet, das sowohl den Atlantik, den Pazifik als auch den Indischen Ozean einschließt, zusammengefasst. Neuere phylogenetische Untersuchungen durch Austin et al. aus dem Jahr 2004 zeigten jedoch, dass viele der zuvor als Unterarten betrachteten Populationen lediglich durch konvergente Evolution bedingte, morphologische Ähnlichkeiten zu Puffinus lherminieri aufweisen und ein näherer Verwandtschaftsstatus nicht gegeben ist. Entsprechend betrachteten die Autoren neben der Nominatform, die im Gebiet der Bahamas und der Westindischen Inseln vorkommt, vier weitere Unterarten als gültig. Weitergehende Forschungen führten außerdem zur Abspaltung aller nicht im Westatlantik brütender Populationen als eigenständige Arten, darunter Tropen- (P. bailloni), Arabien- (P. persicus) und Barolosturmtaucher (P. baroli). Die International Ornithologists’ Union akzeptiert mit Stand 2022 nur noch die beiden folgenden Unterarten:
- P. l. lherminieri Lesson, 1839 – Die Nominatform brütet auf den Bahamas, den Westindischen Inseln sowie kleineren Inseln vor den Küsten Nicaraguas und Venezuelas
- P. l. loyemilleri Wetmore, 1959 – Die Brutgebiete dieser Form liegen auf dem Bocas-del-Toro-Archipel vor der Ostküste Panamas. Der Status als eigene Unterart wird vor allem durch die kleinere Körpergröße im Vergleich zur Nominatform begründet.

## Gefährdung
Der Schuppensturmtaucher wird vor allem wegen seines ausgesprochen großen Verbreitungsgebietes durch die IUCN derzeit als nicht gefährdet eingestuft (Status: least concern). Im Jahr 2018 stellte die Organisation jedoch für den Schuppensturmtaucher einen allgemeinen Rückgang des Bestandes im Vergleich zu den Vorjahren fest. Dieser Rückgang wurde aber nicht als gravierend genug gesehen, um der Art den Status „gefährdet“ (vulnerable) zu verleihen. Dennoch wird die Art in Anhang I der europäischen Vogelschutzrichtlinie sowie in Anhang II der Berner Konvention erwähnt. Eine der Hauptbedrohungen für den Schuppensturmtaucher ist die Prädation von Eiern und Jungvögeln in Brutkolonien durch teils von Menschen eingeschleppte Hausratten. Eine im Jahr 2008 auf den Französischen Antillen durchgeführte Studie zeigte, dass sich der Bruterfolg der Vögel nach der Entfernung der örtlichen Rattenpopulation von vorher quasi 0 % auf etwa 85 bis 90 % steigerte. Ein weiteres erhebliches Problem ist die Lichtverschmutzung in vielen Brutgebieten. Die Tiere werden nachts durch die Beleuchtung angezogen, verlieren die Orientierung und finden nicht mehr zu ihren Brutplätzen zurück. Darüber hinaus spielen auch Faktoren wie die Meeresverschmutzung, der zunehmende Tourismus und der Fang der Vögel zum Verzehr oder als Beifang eine Rolle beim Rückgang der Populationszahlen.

## Heraldik

Kopf eines Schuppensturmtauchers auf dem Wappen Sabas

Der Schuppensturmtaucher ist der Nationalvogel der niederländischen Insel Saba, wo sich eine der bedeutendsten Brutkolonien der Art befindet. Eine Abbildung des Vogelkopfes befindet sich daher prominent auf dem Wappen der Insel. Die Vögel werden von den Einheimischen der Insel auch „Wedrego“ genannt, da sich sein Ruf wie der englische Satz Where’d we go (deutsch etwa: „Wohin sind wir gegangen?“) anhören soll.